# Nischwitz (Thallwitz)
Nischwitz is een plaats in de Duitse gemeente Thallwitz, deelstaat Saksen, en telt 782 inwoners (16 maart 2016).